# La forza (dal)
A La forza (magyarul: Az erő) Elina Nechayeva észt énekesnő dala, amellyel Észtországot képviselte a 2018-as Eurovíziós Dalfesztiválon, Lisszabonban.

## Eurovíziós Dalfesztivál
A dal a 2018. március 3-án megrendezett észt nemzeti döntőben, az Eesti Laulban nyerte el az indulás jogát, ahol a zsűri és a nézői szavazatok együttese alakította ki a végeredményt.
A dalt az Eurovíziós Dalfesztiválon először a május 8-i első elődöntőben adta elő, fellépési sorrendben kilencedikként a Fehéroroszországot képviselő Alekseev Forever című dala után és a Bulgáriát képviselő Equinox Bones című dala előtt. Az elődöntőből az ötödik helyen jutott tovább a május 12-i döntőbe, ahol fellépési sorrendben hatodikként lépett fel az Ausztriát képviselő Cesár Sampson Nobody but You című dala után és a Norvégiát képviselő Alexander Rybak That’s How You Write a Song című dala előtt. A pontozás során a zsűri szavazáson összesítésben a hatodik helyen végzett 143 ponttal (Macedóniától, Moldovától és Portugáliától maximális pontot kapott), míg a nézői szavazáson a kilencedik helyen végzett 102 ponttal (Finnországtól és Litvániától maximális pontot kapott), így összesítésben 245 ponttal a verseny nyolcadik helyezettje lett.
A következő észt induló Victor Crone Storm című dala volt a 2019-es Eurovíziós Dalfesztiválon.

## Külső hivatkozások
- Dalszöveg
- A dal előadása az észt nemzeti döntőben. YouTube-videó, Eurovision Song Contest, 2018. március 3.
- A dal előadása a dalfesztivál első elődöntőjében. YouTube-videó, Eurovision Song Contest, 2018. május 8.
- A dal előadása a dalfesztivál döntőjében. YouTube-videó, Eurovision Song Contest, 2018. május 12.